# Коваль, Григорий Павлович
Григорий Павлович Кова́ль (20 сентября 1921, г. Ичня, теперь Черниговская область, Украина — 18 июля 1997, Киев) — украинский поэт, педагог.

## Из биографии и творчества
Григорий Павлович Кова́ль родился в городке Ичня на Черниговщине.
Участник Великой Отечественной войны, участвовал в освобождении Варшавы и штурме Берлина. Окончил Киевский педагогический институт (1951).
Работал учителем в Закарпатье, с 1957 — в Киеве в редакциях газет и издательстве «Радянськый пысьмэннык». Член Союза писателей Украины.
Умер в 1997 году. Похоронен в Ичне.
Григорий Коваль — автор ряда поэтических сборников. Темами его лирики является пантеистическое восхищение природой, неотделимость человека от её гармонии и красоты, связь прошлого и современного в течение бытия, беспрерывность времени и бесконечность любви и доброты. Ряд стихов посвящен историческим памятникам Украины, воспоминаниям о войне, родной Ичнянщине.
Стихи, посвященные прошлому Украины в его связях с современностью, насыщенные реминисценциями «Слова о полку Игореве». Стихотворение «Скажи мне, Днепр» написано в форме обращений к Славуте в качестве свидетеля прошлой и нынешней славы украинского народа, его трагической борьбы за свое существование. Г.Коваль называет здесь Украину Бояновой землей: «Я слышу: ко мне в ветрах говорит её / старый и юная — Мікули и Бояна / древняя, освященная кровью земля».
Песня Евгения Козака на слова Г.Коваля «Овчарик» в свое время входила в репертуар Академического хора имени Григория Верёвки и Закарпатского народного хора, песню «Спать не дают соловьи» исполняло трио бандуристок в составе Майи Голенко, Тамара Гриценко и Нины Писаренко, а песня «Ходит осень по покосам» звучала по украинскому радио в исполнении Фемия Мустафаева.

## Произведения
Поэтические сборники
«Слово о верности» (1955),
«Горная легенда» (1957),
«Под небом» (1962),
«Росяница» (1966),
«Зеленое пламя» (1970),
«Меридианы судьбы» (1976),
«Запах травы» (1980),
«Созвездие доброты» (1981),
«Звездопад» (1990),
«Избранное» (1991).
Сборники стихов для детей
«Жайворонковые колокольчики» (1970),
«Как комар собирал нектар» (1973),
«Росинка» (1981),
«Щедрый ёжик» (1989).
- «Скажи мені, Дніпре»; Під небом України. Київ, 1962. С. 7-8, 15-16;
- «На кручах дніпрових». Київ: Літ.-худ. та громадсько-політ. збірник. Київ, 1982. Вип. 6. С. 96-97.

## Память
Именем Григория Коваля названа улица в городе Ичня Черниговской области. Там же — на доме № 12 на улице Григория Коваля установлена мемориальная доска в честь поэта.